# Голограды
Голограды (укр. Голігради) — село в Залещицкой городской общине Чортковского района Тернопольской области Украины.
До 2020 года входило в Залещицкий район.
Код КОАТУУ — 6122081702. Население по переписи 2001 года составляло 440 человек.

## Географическое положение
Село Голограды находится на левом берегу реки Серет, выше по течению на расстоянии в 5 км расположено село Монастырок, ниже по течению на расстоянии в 3 км расположено село Касперовцы, на противоположном берегу — село Лисичники.

## История
- 1530 год — дата основания.
- В 1964 году переименовано в село Червонограды.
- В 1990 году восстановлено историческое название села[2].

## Объекты социальной сферы
- Школа I ст.
- Клуб.